# Masalia modesta
Masalia modesta là một loài bướm đêm trong họ Noctuidae.